# Buckman (Nuovo Messico)
Buckman è una città fantasma della contea di Santa Fe nel Nuovo Messico, negli Stati Uniti, a circa 8,0 km a sud di San Ildefonso Pueblo, sulla sponda orientale del Rio Grande nel White Rock Canyon.

## Storia
Intorno al 1888, Henry F. (o Henry S, a seconda della fonte) Buckman, un boscaiolo dell'Oregon, costruì un ponte di assi di legno attraverso il Rio Grande nel punto in cui il ramo di Santa Fe, popolarmente conosciuto come Chili Line, della ferrovia a scartamento ridotto della D&RG, si dirigeva verso sud-est di Santa Fe dal suo percorso lungo la riva del fiume. Buckman aveva stipulato un contratto per far saltare in aria una strada su un canyon laterale dell'altopiano di Pajarito, costruendo una segheria per raccogliere il legno di pini gialli. Una piccola comunità nacque alla fermata della ferrovia, sostenuta dalla raccolta del legname, e il 22 luglio 1888 fu istituito un ufficio postale con il signor Buckman come direttore postale. Nel 1903 le segherie del signor Buckman avevano spogliato tutto il pino per il quale era stato autorizzato (e presumibilmente molto di più) e se ne andò, con la chiusura dell'ufficio postale il 5 gennaio 1903 e il declino della comunità. L'ufficio postale tornò in funzione tra il 1913 e il 1925. 
La fermata della ferrovia, il ponte, i recinti per il bestiame e la strada rimasero per diversi anni e continuarono a servire un certo numero di fattorie sull'altopiano, così come la Los Alamos Ranch School e il Bandelier National Monument. Dopo che un ponte stradale fu costruito nel 1924 a Otowi, circa 3 miglia a nord, il ponte di Buckman e la sua strada divennero inutilizzati. La ferrovia chiuse nel 1941 e i binari di essa furono rimossi durante l'anno successivo.

### Oggi
Ai giorni nostri non rimane nessuna traccia della comunità o del ponte.
Nel 2001 il sito è stato scelto per il Buckman Direct Diversion Project, uno sviluppo di approvvigionamento idrico di proprietà e al servizio della città e della contea di Santa Fe. Il BDDP è diventato operativo nel 2011.